# G-Saviour
G-Saviour (ジーセイバー?, Jīseibā) è un film per la TV in live action e CG prodotto dalla giapponese Sunrise con uno staff nippo-americano nel 1999, ambientato nell'Universal Century della saga di Gundam. Inedito in Italia, ne è però stato pubblicato il romanzo di Yoshie Kawahara in due volumi dalla Planet Manga.

## Generalità
Voluto dalla Sunrise in occasione del 20º anniversario di Mobile Suit Gundam, il film è interpretato da attori quasi tutti canadesi in lingua inglese e presenta la peculiarità dell'animazione in CG sia dei mobile suit, disegnati da Kunio Ōkawara e Kevin Ishioka, che delle ambientazioni in esterno nello spazio. È anche l'ultima produzione video ambientata nell'Universal Century che ne sviluppi la cronologia.
Ciò nonostante, l'autore principale della saga, Yoshiyuki Tomino, non fu coinvolto nel progetto, che anzi egli disapprovò espressamente, tanto che la parola "Gundam" non è mai utilizzata nel corso del film. Sebbene si tratti di un'opera sperimentale, il risultato è apprezzabile sul piano tecnico ed estetico, meno sotto il profilo della storia, a causa dello scarso approfondimento dei retroscena.

## Trama
Nell'anno 0218 UC la Federazione Terrestre collassa dopo il fallimento dell'estremo tentativo di riprendere il controllo delle colonie spaziali ribelli. Si instaura così un nuovo ordine, in cui le colonie si proclamano insediamenti (settlements) originari indipendenti, dividendosi in due schieramenti contrapposti per il controllo delle scarse risorse alimentari: da un lato il CONSENT (Congress of Settlement Nations), che comprende i Side 2, 3, 5, 6, 7 e la Terra, e che eredita gran parte dell'architettura istituzionale della vecchia Federazione, e dall'altro la Settlement Freedom League, formata dai Side 1 e 4 e dalla Luna. Al centro della contesa c'è l'insediamento neutrale di Side 8, Gaia, in possesso di una rivoluzionaria tecnologia agricola in grado di risolvere i gravi problemi di sostentamento alimentare della Terra e del Congresso. Nell'anno 0223 il conflitto, quindi, esplode con l'attacco del CONSENT per la conquista di Gaia, ma in gioco entra anche una misteriosa società segreta, gli Illuminati, il cui scopo è quello di preservare il delicato equilibrio del nuovo ordine.